# Max von dem Borne

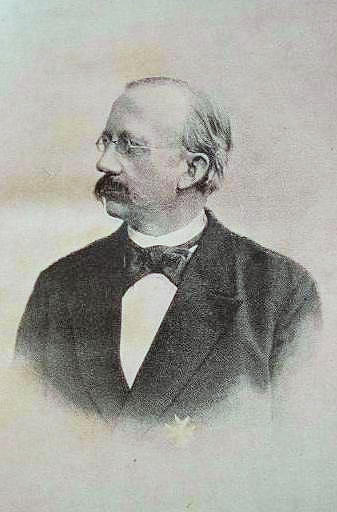
Max von dem Borne

Max Paul Gustav Kreuzwendedich von dem Borne (* 20. Dezember 1826 auf dem Rittergut Berneuchen, heute Barnówko nahe Dębno/Neudamm, in der Neumark; † 14. Juni 1894 ebenda) war ein preußischer Kammerherr.

## Leben
Er stammte aus dem märkischen Uradelsgeschlecht Borne (Adelsgeschlecht). Seine Eltern waren Karl Gustav von dem Borne (* 10. Juli 1798; † 2. März 1888) und dessen Ehefrau Pauline von der Osten aus dem Haus Warnitz (* 20. März 1801; † 31. Dezember 1875).
Borne studierte das Bergbaufach, befasste sich aber schwerpunktmäßig mit Fragen der Fischerei und Fischzucht und wurde schließlich preußischer Kammerherr.

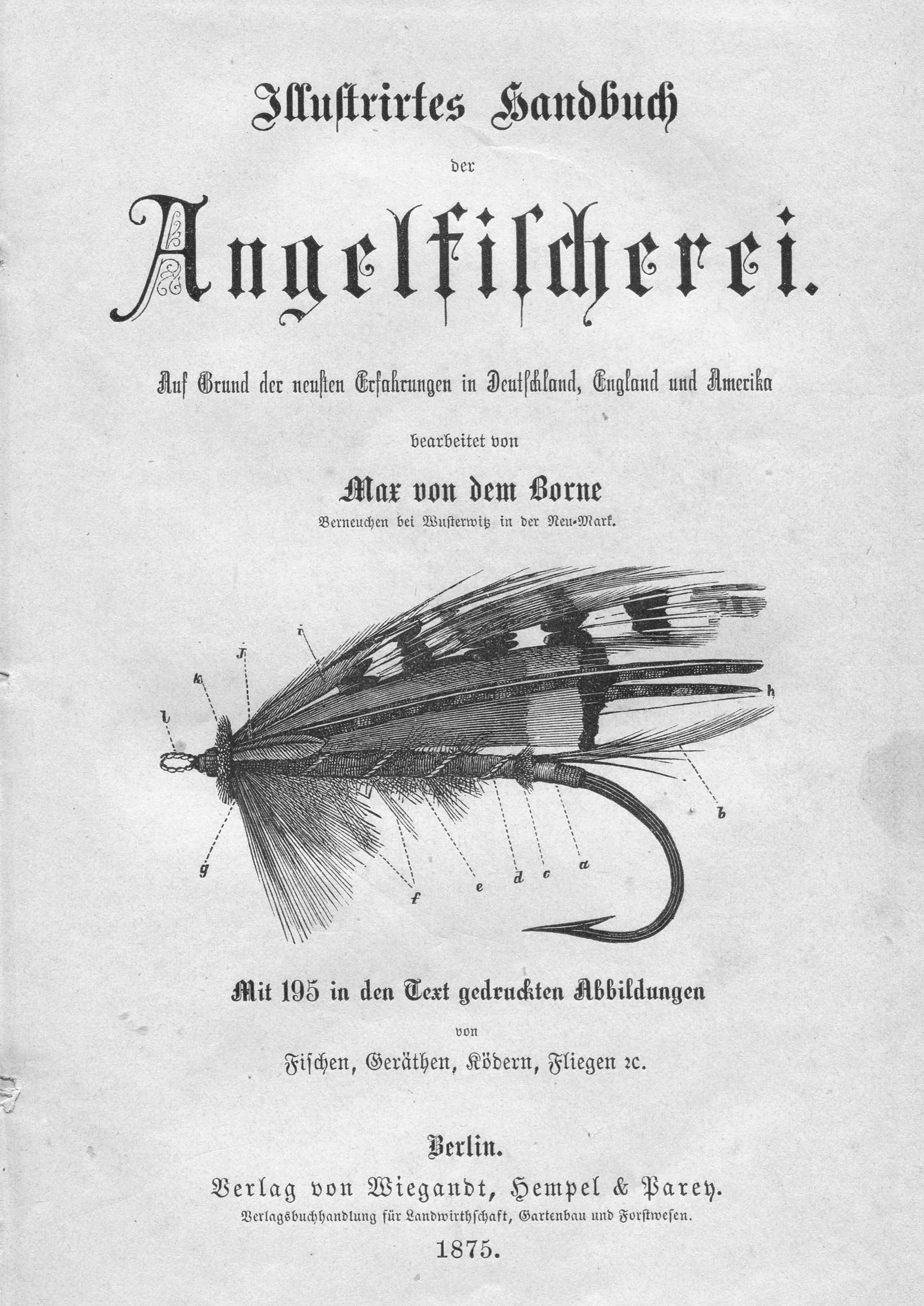
Vorsatzblatt der Angelfischerei von 1875

Er gilt als Pionier auf dem Gebiet der Fischzucht. So hat er als erster die Regenbogenforelle und den Schwarzbarsch in Europa gezüchtet. 1890 führte er den Kamberkrebs ein, da er annahm, dieser sei resistent gegen die Krebspest und könne den bereits durch diese Krankheit dezimierten Europäischen Flusskrebs ersetzen. Sein Handbuch für Angelfischerei wird weiterhin gedruckt und ist 2007 in der 19. Auflage erschienen.

## Familie
Er war seit 1859 mit Elisabeth von Dechen verheiratet, sie war die Tochter des Geologen Ernst Heinrich von Dechen. Das Paar hatte drei Töchter und zwei Söhne:
- Luise Pauline Bertha (* 14. März 1860; † 14. Mai 1937) ⚭ 31. Juli 1884 Rudolf von Viebahn (1838–1928), General der Infanterie
- Henriette Mara (* 6. Juni 1861)
- Gustav Hans Georg Kreuzwendedich (* 28. Mai 1867; † 7. November 1918) ⚭ 1901 Elisabeth Brendel (1879–1955)
- Dorothea Christiane (* 23. Dezember 1868)
- Joachim Friedrich Wilhelm Kreuzwendedich (* 28. März 1871; † 5. Oktober 1914), Forstassessor, gefallen ⚭ 1904 Elisabeth von Velsen (1881–1966), Tochter des Oberberghauptmanns Gustav von Velsen (1847–1923)

## Schriften
- Illustrirtes Handbuch der Angelfischerei. Verlag Wiegandt, Hempel und Parey, Berlin 1875.
- Die Fischerei-Verhältnisse des Deutschen Reiches, Oesterreich-Ungarns, der Schweiz und Luxemburgs, bearbeitet im Auftrage des Deutschen Fischerei-Vereins. W. Moeser Hofbuchdruckerei, Berlin 1883.
- als Herausgeber: Handbuch der Fischzucht und Fischerei. Parey, Berlin 1886, urn:nbn:de:gbv:28-rosdok_ppn1897564430-0.
- Der Schwarzbarsch und der Forellenbarsch. 1892.
- A. Göllner: Die Angelfischerei. Begründet von Max von dem Borne. 19. überarbeitete Auflage. Verlag Neumann-Neudamm, 2006, ISBN 3-7888-1091-2.
- How to raise carp and other pond fish which spawn in summer. (pdf; 532 kB).